# Campeonato Mundial de Futebol Sub-17 de 1997
O Campeonato Mundial de Futebol Sub-17 de 1997, também denominado Fifa/JVC Cup, foi a sétima edição da competição de futebol para jogadores até 17 anos de idade organizado pela FIFA. O torneio foi disputado no Egito entre 4 e 21 de Setembro de 1997 com 16 seleções.
A decisão foi jogada no Estádio Internacional do Cairo, o Brasil derrotou Gana de virada por 2 a 1 e conquistou o primeiro título mundial da categoria.

## Selecções
| CAF (África) - Mali - Gana AFC (Ásia) - Omã - Tailândia - Bahrein | UEFA (Europa) - Espanha - Áustria - Alemanha CONCACAF (América do Norte, Central e Caribe) - México - Estados Unidos - Costa Rica | CONMEBOL (América do Sul) - Brasil - Argentina - Chile OFC (Oceânia) - Nova Zelândia País anfitrião - Egito |

## Primeira fase

### Grupo A
| Pos. | Seleção   | P | J | V | E | D | GP | GC | SG |
| ---- | --------- | - | - | - | - | - | -- | -- | -- |
| 1    | Alemanha  | 7 | 3 | 2 | 1 | 0 | 5  | 1  | +4 |
| 2    | Egito     | 5 | 3 | 1 | 2 | 0 | 5  | 4  | +1 |
| 3    | Chile     | 4 | 3 | 1 | 1 | 1 | 7  | 4  | +3 |
| 4    | Tailândia | 0 | 3 | 0 | 0 | 3 | 4  | 12 | –8 |

| 4 de setembro | Egito                      | 3 – 2     | Tailândia                   | Estádio Internacional do Cairo, Cairo         |
| 20:30         | Bilal 16', 46' · Arabi 65' | Relatório | Tongdee 30' · Suksomkit 67' | Público: 70 000 Árbitro: ARG Horacio Elizondo |

| 5 de setembro | Chile | 0 – 1     | Alemanha  | Estádio Internacional do Cairo, Cairo    |
| 20:30         |       | Relatório | Adzic 81' | Público: 10 000 Árbitro: ZAF Ian Mc Leod |

| 7 de setembro | Egito    | 1 – 1     | Chile          | Estádio Internacional do Cairo, Cairo        |
| 18:15         | Abou 37' | Relatório | Villalobos 69' | Público: 75 000 Árbitro: MEX Gilberto Alcala |

| 7 de setembro | Tailândia | 0 – 3     | Alemanha                             | Estádio Internacional do Cairo, Cairo            |
| 20:30         |           | Relatório | Deisler 27' · Kehl 63' · Hofmann 84' | Público: 40 000 Árbitro: SLV Victorino Rodriguez |

| 10 de setembro | Egito   | 1 – 1     | Alemanha | Estádio Internacional do Cairo, Cairo                 |
| 20:30          | Ezz 66' | Relatório | Auer 76' | Público: 80 000 Árbitro: BRA Wilson De Souza Mendonça |

| 10 de setembro | Tailândia                    | 2 – 6     | Chile                                                                             | Ismailia Stadium, Ismaília               |
| 20:30          | Matong 45+2' · Suksomkit 82' | Relatório | Viveros 41', 62' · Maldonado 52' (pen) · Mirosevic 67' · Alvarez 83' · Zuniga 89' | Público: 2 500 Árbitro: POL Jacek Granat |

### Grupo B
| Pos. | Seleção       | P | J | V | E | D | GP | GC | SG  |
| ---- | ------------- | - | - | - | - | - | -- | -- | --- |
| 1    | Espanha       | 9 | 3 | 3 | 0 | 0 | 17 | 2  | +15 |
| 2    | Mali          | 6 | 3 | 2 | 0 | 1 | 7  | 2  | +5  |
| 3    | México        | 3 | 3 | 1 | 0 | 2 | 8  | 6  | +2  |
| 4    | Nova Zelândia | 0 | 3 | 0 | 0 | 3 | 0  | 22 | –22 |

| 6 de Setembro de 1997 | Nova Zelândia | 0 - 4     | Mali                                  | Ismailia Stadium, Ismaília           |
| 18:15                 |               | Relatório | Guindo 33' Diarra 64' Keita 70' , 88' | Público: 9,000 Árbitro: Jacek Granat |

| 6 de Setembro de 1997 | México                  | 2 - 3     | Espanha                           | Ismailia Stadium, Ismaília                        |
| 20:30                 | Arce 66' Santibanez 66' | Relatório | David 14' , 84' (g.p.) Mateos 31' | Público: 12,000 Árbitro: Wilson De Souza Mendonça |

| 8 de Setembro de 1997 | Nova Zelândia | 0 - 5     | México                                                  | Ismailia Stadium, Ismaília                    |
| 20:30                 |               | Relatório | Martinez 12' Salcedo 32' Gomez 41' , 47' Santibanez 85' | Público: 7,500 Árbitro: Abdul Aziz Al Dokhail |

| 8 de Setembro de 1997 | Mali | 0 - 1     | Espanha   | Ismailia Stadium, Ismaília               |
| 18:15                 |      | Relatório | David 85' | Público: 6,000 Árbitro: Horacio Elizondo |

| 11 de Setembro de 1997 | Nova Zelândia | 0 - 13    | Espanha | Ismailia Stadium, Ismaília                                        |
| 20:30                  |               | Relatório | Ivan Sanchez 23' , 29' Mateos 28' , 64' Sergio 36' (g.p.) David 43' , 45+3' , 47' , 49' Ivan Royo 62' Ander 71' Corona 87' Ivan Lopez 91' | Público: 5,000 Árbitro: Abdulkareem Abdulhamid Radwan Abdulkareem |

| 11 de Setembro de 1997 | Mali                          | 3 - 1     | México    | Estádio Internacional do Cairo, Cairo |
| 20:30                  | Coulibaly 40' Keita 54' , 85' | Relatório | Perez 64' | Público: 5,000 Árbitro: Lubos Michel  |

### Grupo C
| Pos. | Seleção        | P | J | V | E | D | GP | GC | SG  |
| ---- | -------------- | - | - | - | - | - | -- | -- | --- |
| 1    | Brasil         | 9 | 3 | 3 | 0 | 0 | 13 | 1  | +12 |
| 2    | Omã            | 6 | 3 | 2 | 0 | 1 | 8  | 4  | +4  |
| 3    | Estados Unidos | 3 | 3 | 1 | 0 | 2 | 4  | 7  | –3  |
| 4    | Áustria        | 0 | 3 | 0 | 0 | 3 | 1  | 14 | –13 |

| 6 de setembro | Omã                                            | 4 - 0     | Estados Unidos | Estádio de Alexandria, Alexandria             |
| 13:45         | Al Harbi 15' Al Mukhaini 39' Mohamed 46' , 52' | Relatório |                | Público: 20,000 Árbitro: Yanten Mario Sanchez |

| 6 de setembro | Áustria | 0 – 7     | Brasil | Estádio de Alexandria, Alexandria                          |
| 16:00         |         | Relatório | Diogo Rincón 8' · Fábio Pinto 13' · Geovanni 16' · Ferrugem 38' · Matuzalém 44' · Ronaldinho Gaúcho 75' (pen) · Anaílson 85' (pen) | Público: 20 000 Árbitro: EGY Abdulhamid Radwan Abdulkareem |

| 8 de setembro | Omã                             | 3 – 1     | Áustria       | Estádio de Alexandria, Alexandria        |
| 16:00         | Nairooz 18' Mohamed 45+1' , 69' | Relatório | Ziervogel 74' | Público: 19,000 Árbitro: Eugene Brazzale |

| 8 de setembro | Estados Unidos | 0 – 3     | Brasil                                   | Estádio de Alexandria, Alexandria         |
| 13:45         |                | Relatório | Jorginho 66' · Adiel 85' · Matuzalém 90' | Público: 19 000 Árbitro: NED Rene Temmink |

| 11 de setembro | Omã         | 1 – 3     | Brasil                                        | Estádio de Alexandria, Alexandria            |
| 16:00          | Mohamed 53' | Relatório | Jorginho 50' · Fábio Pinto 66' · Geovanni 84' | Público: 20 000 Árbitro: MEX Gilberto Alcala |

| 11 de setembro | Estados Unidos                             | 4 – 0     | Áustria | Port Said Stadium, Port Said                        |
| 16:00          | Rupsis 6' · Twellman 56', 67' · Totten 82' | Relatório |         | Público: 4 000 Árbitro: GUI Mamadouba Engage Camara |

### Grupo D
| Pos. | Seleção    | P | J | V | E | D | GP | GC | SG |
| ---- | ---------- | - | - | - | - | - | -- | -- | -- |
| 1    | Gana       | 7 | 3 | 2 | 1 | 0 | 7  | 1  | +6 |
| 2    | Argentina  | 7 | 3 | 2 | 1 | 0 | 3  | 0  | +3 |
| 3    | Bahrein    | 3 | 3 | 1 | 0 | 2 | 4  | 8  | –4 |
| 4    | Costa Rica | 0 | 3 | 0 | 0 | 3 | 1  | 6  | –5 |

| 5 de Setembro de 1997 | Argentina | 0 - 0     | Gana | Port Said Stadium, Port Said    |
| 13:45                 |           | Relatório |      | Público: 30,000 Árbitro: Jun Lu |

| 5 de Setembro de 1997 | Costa Rica   | 1 - 3     | Bahrein                                     | Port Said Stadium, Port Said                     |
| 16:00                 | Esquivel 67' | Relatório | Abdul Rahman 64' (g.p.) Amer 79' Rashed 84' | Público: 20,000 Árbitro: Mamadouba Engage Camara |

| 7 de Setembro de 1997 | Argentina    | 1 - 0     | Costa Rica | Port Said Stadium, Port Said         |
| 16:00                 | Galletti 59' | Relatório |            | Público: 10,000 Árbitro: Terje Hauge |

| 7 de Setembro de 1997 | Gana                                            | 5 - 1     | Bahrein  | Port Said Stadium, Port Said          |
| 13:45                 | Eku 5' Ansah 8' Afriyie 52' Quaye 77' Abbey 89' | Relatório | Amer 71' | Público: 20,000 Árbitro: Lubos Michel |

| 10 de Setembro de 1997 | Argentina                 | 2 - 0     | Bahrein | Port Said Stadium, Port Said         |
| 13:45                  | Marchant 42' Marchano 72' | Relatório |         | Público: 10,000 Árbitro: Ian Mc Leod |

| 10 de Setembro de 1997 | Gana                 | 2 - 0     | Costa Rica | Estádio de Alexandria, Alexandria            |
| 13:45                  | Quaye 12' Coffie 61' | Relatório |            | Público: 8,000 Árbitro: Yanten Mario Sanchez |

## Fases finais
|  | Quartas de final            | Quartas de final       |                           |         | Semifinais     | Semifinais     |  |  | Final                  | Final |
|  |                             |                        |                           |         |                |                |  |  |                        |       |
|  | 14 de Setembro - Alexandria |                        |                           |         |                |                |  |  |                        |       |
|  |                             |                        |                           |         |                |                |  |  |                        |       |
|  | Brasil                      | 2                      |                           |         |                |                |  |  |                        |       |
|  | Brasil                      | 2                      | 18 de Setembro - Ismaília |         |                |                |  |  |                        |       |
|  | Argentina                   | 0                      |                           |         |                |                |  |  |                        |       |
|  | Argentina                   | 0                      | Brasil                    | 4       |                |                |  |  |                        |       |
|  | 14 de Setembro - Cairo      |                        | Brasil                    | 4       |                |                |  |  |                        |       |
|  |                             | Alemanha               | 0                         |         |                |                |  |  |                        |       |
|  | Alemanha (g.p.)             | Alemanha               | 0                         | 0 (4)   |                |                |  |  |                        |       |
|  | Alemanha (g.p.)             |                        | 21 de Setembro - Cairo    | 0 (4)   |                |                |  |  |                        |       |
|  | Mali                        | 0 (3)                  |                           |         |                |                |  |  |                        |       |
|  | Mali                        | 0 (3)                  | Brasil                    | 2       |                |                |  |  |                        |       |
|  | 15 de Setembro - Port Said  |                        | Brasil                    | 2       |                |                |  |  |                        |       |
|  |                             | Gana                   | 1                         |         |                |                |  |  |                        |       |
|  | Gana                        | Gana                   | 1                         | 4       |                |                |  |  |                        |       |
|  | Gana                        | 18 de Setembro - Cairo |                           | 4       |                |                |  |  |                        |       |
|  | Omã                         | 1                      |                           |         |                |                |  |  |                        |       |
|  | Omã                         | 1                      | Gana                      | 2       | Terceiro lugar | Terceiro lugar |  |  |                        |       |
|  | 15 de Setembro - Ismaília   |                        | Gana                      | 2       | Terceiro lugar | Terceiro lugar |  |  |                        |       |
|  |                             | Espanha                | 1                         |         |                |                |  |  |                        |       |
|  | Espanha                     | Espanha                | 1                         | 2       | Alemanha       | 1              |  |  |                        |       |
|  | Espanha                     |                        |                           | 2       | Alemanha       | 1              |  |  |                        |       |
|  | Egito                       | 1                      |                           | Espanha | 2              |                |  |  |                        |       |
|  | Egito                       | 1                      |                           |         | 2              |                |  |  |                        |       |
|  |                             |                        |                           |         |                |                |  |  | 21 de Setembro - Cairo |       |
|  |                             |                        |                           |         |                |                |  |  |                        |       |

### Quartos-finais
| 14 de Setembro de 1997 | Brasil                | 2 - 0     | Argentina | Estádio de Alexandria, Alexandria     |
| 16:00                  | Fábio Pinto 44' , 83' | Relatório |           | Público: 20,000 Árbitro: Jacek Granat |

| 14 de Setembro de 1997 | Alemanha | 0 - 0 (0 - 0 a.p.) (4 - 5 g.p.) | Mali | Estádio Internacional do Cairo, Cairo |
| 16:00                  |          | Relatório                       |      | Público: 7,000 Árbitro: Jun Lu        |

| 15 de Setembro de 1997 | Gana                                                    | 4 - 1     | Omã         | Port Said Stadium, Port Said          |
| 16:00                  | Al Mukhaini 25' (p.b.) Coffie 42' Afriyie 79' Quaye 88' | Relatório | Al Amri 57' | Público: 15,000 Árbitro: Rene Temmink |

| 15 de Setembro de 1997 | Espanha                | 2 - 1     | Egito     | Ismailia Stadium, Ismaília                   |
| 20:30                  | Sergio 28' Camacho 66' | Relatório | Bilal 31' | Público: 13,500 Árbitro: Victorino Rodriguez |

### Semi-finais
| 18 de Setembro de 1997 | Alemanha | 0 - 4     | Brasil                                                  | Ismailia Stadium, Ismaília          |
| 16:00                  |          | Relatório | Adiel 4' Geovani 85' Ferrugem 86' Ronaldinho 88' (g.p.) | Público: 8,500 Árbitro: Ian Mc Leod |

| 18 de Setembro de 1997 | Espanha   | 1 - 2     | Gana                   | Estádio Internacional do Cairo, Cairo        |
| 20:30                  | Sousa 35' | Relatório | Attram 47' Afriyie 79' | Público: 4,000 Árbitro: Yanten Mario Sanchez |

### Terceiro lugar
| 21 de Setembro de 1997 | Alemanha         | 1 - 2     | Espanha                    | Estádio Internacional do Cairo, Cairo       |
| 15:30                  | Adzic 59' (g.p.) | Relatório | Ander 30' Sousa 85' (g.p.) | Público: 8,000 Árbitro: Victorino Rodriguez |

### Final
| 21 de setembro de 1997 | Brasil                   | 2 - 1     | Gana        | Estádio Internacional do Cairo, Cairo |
| 18:15                  | Matuzalem 63' Andrey 87' | Relatório | 39' Afriyie | Público: 35,000 Árbitro: Terge Hauge  |

| Brasil | Gana |

## Premiações

### Campeões
| Campeão do Mundial Sub-17 da FIFA de 1997 BRASIL 1º Título |

### Individuais
| Bota de Ouro           | Bola de Ouro      | Fair Play |
| ---------------------- | ----------------- | --------- |
| David Rodriguez-Fraile | Sergio Santamaría | Argentina |

## Direitos de transmissão

### No Brasil
- Canais de televisão aberta: Rede Record, Rede Bandeirantes e RedeTV!
- Canais de televisão por assinatura: Sports Plus, ESPN Brasil, Fox Sports Brasil e BandSports.
- Emissoras de rádio AM: Rádio Record, Rádio Bandeirantes, ESPN Rádio, Fox Sports Rádio e Rádio Jovem Pan
- Emissoras de rádio FM: Bradesco Esportes FM